# Cape Howe
Cape Howe – przylądek w południowo-wschodniej Australii, wyznaczający początek granicy pomiędzy stanami Nowa Południowa Walia i Wiktoria.
Przylądek leży pomiędzy Nadgee Nature Reserve i Croajingolong National Park, otaczające morza należą do Cape Howe Marine National Park.
Przylądek został opisany przez Jamesa Cooka 20 kwietnia 1770 roku i nazwane na cześć Richarda Howe’a, skarbnika marynarki wojennej.